# Kertvárosi Általános Iskola
A Kertvárosi Általános Iskola Kecskemét kertvárosi részén fekszik, tagintézménye a Kecskeméti Corvin Mátyás Általános Iskolának.

## Története
A kecskeméti Kertvárosi Iskola neves történelmi múlttal rendelkező intézmény. Régebbi közismert neve Méheslaposi Általános Iskola volt. Ezen a néven avatta fel 1926. október 4-én Horthy Miklós kormányzó gróf Klebelsberg Kuno akkori kultuszminiszter jelenlétében. 
Kecskemét környékén egy időben huszonnyolc úgynevezett Klebelsberg-iskola épült, amelynek egyike a Méheslaposi Iskola volt. Az iskola egy tantermesnek épült, nevelői lakással első tanítója Sebő Antal volt. 1932-ig egyedül tanított az iskolában. Ekkor választották meg a második tanítónak Majláth Franciskát. 1936–37-ben kibővítették az épületet, második tantermet építettek hozzá.
Szükség volt az új iskolákra, hiszen Kecskeméten és környékén a tanköteles tanulók 45%-a nem fért be az iskolába. Kecskeméten 15 000 ember nem tudott írni-olvasni. Az iskolaépítési akciót Klebelsberg Kunó 1925 és 1930 között valósította meg.
Az új tanyai iskola épületek nem csupán az elemi iskolai oktatás szintje voltak. Szinte kivétel nélkül minden iskola rövid időn belül a környék kultúrcentrumává vált.

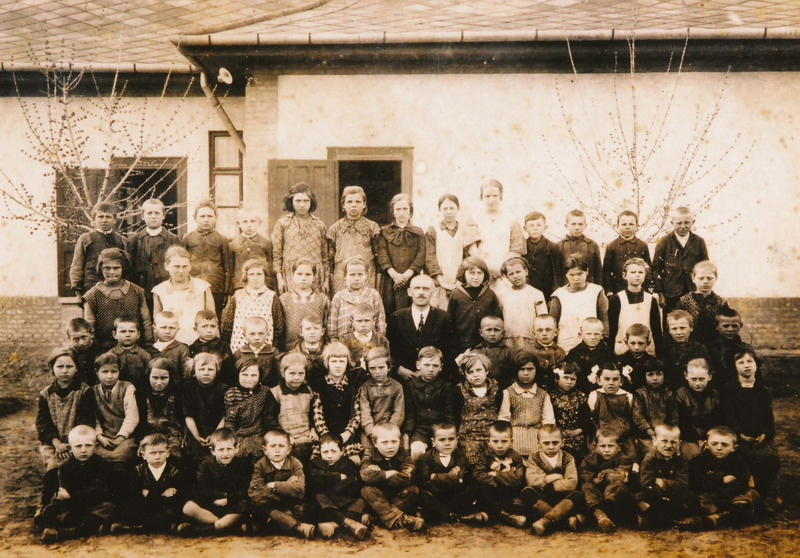

Nemcsak a népiskolai ünnepségek, nyilvános vizsgák alkalmával jelentek meg a szülők az iskolában, hanem az egyházi rendezvényeken, a hetenkénti vagy kéthetenként tartott tanyai istentiszteleteken és más összejöveteleken is. Az iskolák mellett kialakított gyakorlókertek, faiskolák hozzájárultak a környéken lakók kertkultúrájának fejlesztéséhez. Ezeken az épületeken jelentek meg az első rádióantennák. Itt hallgatták az első rádióműsorokat. A rádió mellett az iskolák számára beszerzett vetítőgépek, grafikonok, lemezek a gyerekek és a felnőttek művelődését, kitekintését egyaránt segítették. Sok helyen a gazdakörök rendezvényei is az iskolában kaptak helyet, sőt itt volt orvosi rendelés, esetleg működhetett posta is.

## Külső hivatkozások
- A Corvin Mátyás Általános Iskola honlapja
- Az intézmény honlapja